# São Paio (Gouveia)
São Paio ist eine Gemeinde (Freguesia) im portugiesischen Kreis Gouveia. In ihr leben 699 Einwohner (Stand 19. April 2021).